# Voie neuronale
Une voie neuronale connecte des parties du système nerveux et correspond habituellement à des faisceaux de neurones allongés isolés par gaine de myéline, et dont les regroupements constituent la matière blanche. Les voies neuronales servent à la connexion de zones relativement éloignées du cerveau ou du système nerveux, comparé aux communications locales de la matière grise.

## Désignation des voies neuronales
Les premières voies neuronales qui furent nommées sont visibles à l’œil nu, même dans un cerveau mal conservé, et furent mentionnées par les anatomistes de la renaissance qui travaillaient sur des cadavres. On peut citer en exemple les grandes commissures du cerveau telles que le corps calleux, les commissures antérieures et les commissures postérieures. D’autres exemples incluent le faisceau pyramidal ou les pédoncules cérébraux. Remarquons que ces noms décrivent l'apparence de la structure mais ne donnent aucune information sur ses fonctions et son emplacement.
Avec la sophistication de la neuroanatomie, la tendance est allée vers des dénominations indiquant l'origine et la terminaison de la voie. Par exemple la voie nigrostriée (en), qui dégénère en maladie de Parkinson, chemine depuis la substantia nigra jusqu'au striatum. Ce système de nomenclature peut être étendu pour inclure un nombre quelconque de structures sur une voie, par exemple la voie cérébello-rubro-thalamo-corticale
débute dans le cervelet (cerebellum), étend ses synapses dans le noyau rouge (latin ruber), dans le thalamus et se termine finalement dans le cortex cérébral.
Parfois, ces deux conventions de nommage coexistent. Par exemple, le nom de faisceau pyramidal a été largement supplanté par tractus corticospinal latéral dans la plupart des textes[réf. nécessaire]. Notons que le premier nom est principalement descriptif évoquant les pyramides de l'Antiquité, en référence à l'apparence de cette voie neuronale dans le bulbe rachidien. Le second nom est basé essentiellement sur son origine (dans la zone motrice primaire du cortex, aire de Brodmann 4) et sa terminaison (sur les motoneurones alpha de la moelle épinière).

## Aspects fonctionnels
En général, les neurones reçoivent l'information soit par leurs dendrites soit par leur péricaryon, appelé aussi soma. L'axone d'une cellule nerveuse est en général responsable de la transmission de l'information pour des distances relativement grandes. En conséquence, la plupart des voies de communications neuronales sont constituées par des axones. Si les axones ont des gaines faites de myéline, alors les fibres neuronales sont d'un blanc éclatant, du fait que la myéline est principalement constituée de lipides. Si la plupart des axones manquent de gaines en myéline, alors les fibres vont apparaître d'une couleur plus sombre, se rapprochant d'une sorte de gris-beige.

Certains neurones sont utilisés pour transmettre l'information sur de longues distances. par exemple, les moto-neurones, qui vont de la moelle épinière aux muscles, peuvent avoir des axones mesurant plus d'un mètre chez l'Homme. Ainsi, dans l'espèce humaine, pour de grands individus, le plus long axone est long de presque deux mètres, du gros orteil au medulla oblongata du tronc cérébral. Ceux-ci sont des exemples archétypaux de fibres neuronales.

## Principales voies neuronales
- Faisceau arqué
- Pédoncule cérébral
- Corps calleux
- Faisceau pyramidal

Voies de circulation de la dopamine:
- Voies dopaminergiques[5]
  - Voie mésocorticale (en)[5]
  - Voie méso-limbique
  - Voie nigrostriée (en)[5]
  - Voie tubéro-infudibulaire (en)[6]

## Ouvrages
- Haines DE. Neuroanatomy: An Atlas of Structures, Sections, and Systems  (ISBN 0-7817-3736-2).